# Queimadas (Bahía)
Queimadas es un municipio brasilero del estado de Bahía. Se localiza a una distancia aproximada de 300 km de la capital del Estado la ciudad de Salvador situada a una latitud 10º58'42" sur y a una longitud 39º37'35" oeste, estando a una altitud de 295 metros. Su población estimada en 2004 era de 25 357 habitantes.
Posee un área de 2105,97 km².

## Historia
Se localiza en el polígono de las secas sobre la margen derecha del río Itapicuru-açu. Queimadas surgió de dos haciendas pertenecientes a D. Izabel Guedes de Brito.
La denominación de las haciendas surge de que allí se hacían grandes quemadas de caatingas, hábito praticado por los indios y seguido por los colonizadores.